# Centrifuga (elettrodomestico)

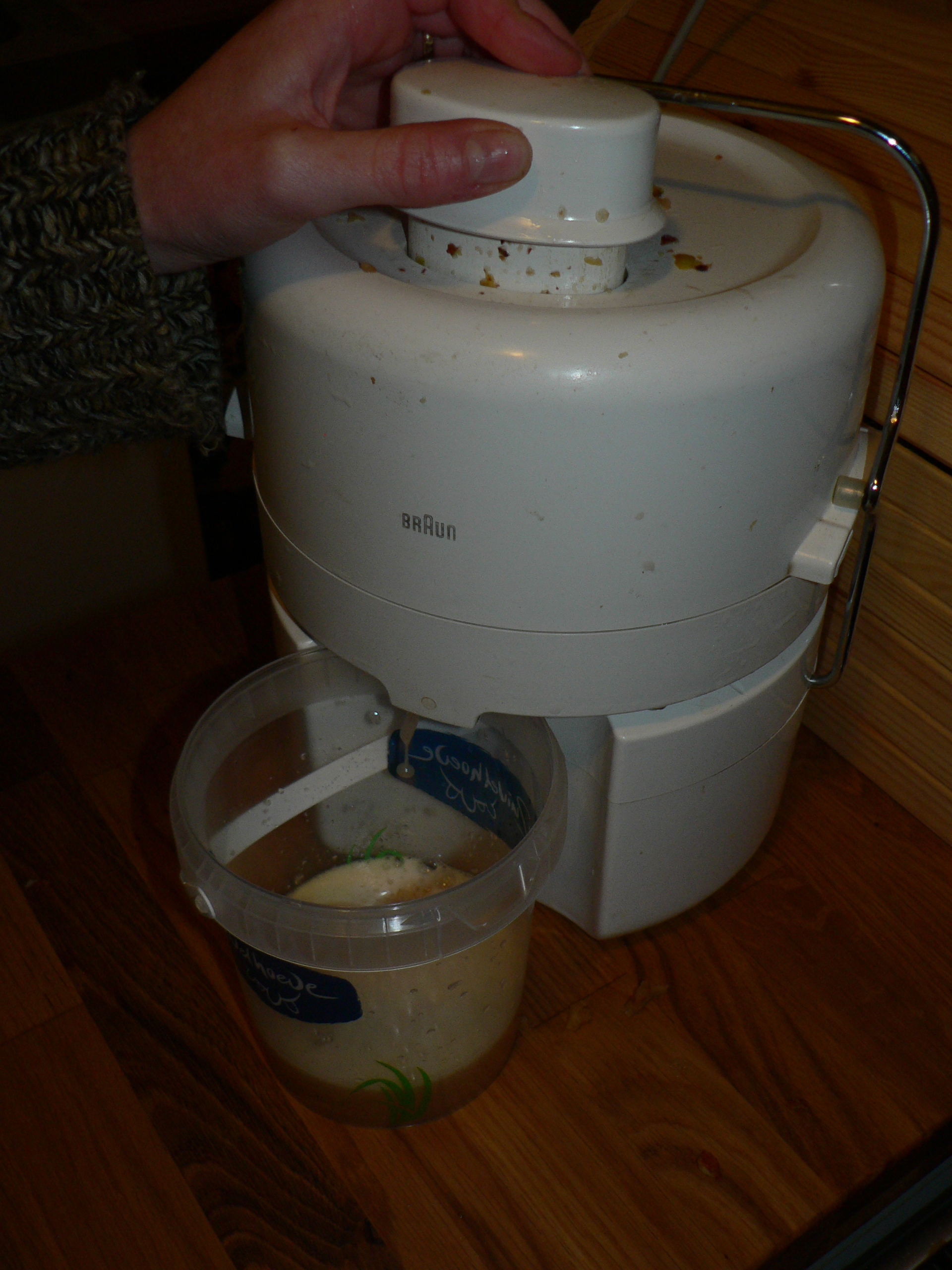
Centrifuga singola

La centrifuga è un elettrodomestico usato in cucina per ricavare il succo da frutta e verdura per le quali non è possibile usare uno spremiagrumi. La bevanda così ottenuta è detta "centrifugato".
Il centrifugato è l'estratto di succo dato dalla centrifuga che, sfruttando la forza centrifuga (da cui il nome dell'elettrodomestico) associata al moto di rotazione imposto dal suo motore, riesce a separare la fase liquida (succo) da quella solida (fibre). È per questo che i centrifugati non contengono né fibre né polpa, ma solo i liquidi contenuti nel frutto.

## Tipi e funzionamento
Esistono due tipi di centrifuga:
- Combinata al robot da cucina: consiste in un accessorio da inserire nel vaso composto da un contenitore più piccolo con un perno da inserire nel perno del robot e una reticella per separare il liquido dalla parte solida. Azionando il motore del robot, l'accessorio gira e, per effetto della forza centrifuga, la parte liquida viene separata.
- Centrifuga singola: È un apparecchio che sfrutta il medesimo sistema descritto precedentemente, ma in un elettrodomestico concepito solo per questa funzione. Ha il vantaggio di avere un motore più piccolo che gira più velocemente, assolvendo cioè meglio la funzione.

Di solito, le centrifughe impiegano una lama metallica che, muovendosi rapidamente, riesce a separare il succo dalla polpa mediante la forza centrifuga. In base alla capacità del motore, una centrifuga può essere più o meno efficiente. Il succo e la polpa sono separati in contenitori diversi.
Generalmente con una centrifuga di 600 - 700 W il contenitore degli scarti (della polpa) sarà più pieno rispetto a quando la stessa quantità di frutta è inserita in una centrifuga da 1000 W, questo perché il motore consente una maggiore forza centrifuga. Le centrifughe professionali riescono a raggiungere fino a 18.000 giri al minuto.